# Tim Brew
Tim Brew (ur. 24 listopada 1987) – nowozelandzki judoka. 
Startował w Pucharze Świata w 2015. Brązowy medalista mistrzostw Oceanii w 2016. Wicemistrz kraju w 2005, 2007 i 2015 roku.